# Centralny Bank Wysp Salomona
Centralny Bank Wysp Salomona – bank centralny Wysp Salomona z siedzibą w Honiarze, założony w 1983 roku na mocy Ustawy o Centralnym Banku Wysp Salomona z 1976. Do zadań banku należy emisja waluty Wysp Salomona, regulowanie oraz nadzór nad systemem bankowym.

## Zadania
Zadania banku regulowane są Ustawą o Centralnym Banku Wysp Salomona, według której do jego głównych zadań i funkcji należy:
- regulowanie, emisja, podaż, dostępność i wymiana waluty
- doradzanie Rządowi w sprawach bankowych i monetarnych
- promowanie stabilności monetarnej
- regulowanie i nadzór nad sektorem bankowym
- promowanie solidnej struktury finansowej
- wspieranie warunków finansowych sprzyjających systematycznemu i zrównoważonemu rozwojowi gospodarczemu Wysp Salomona
- emisja waluty

## Organizacja
Bankiem zarządza Zarząd, składający się z prezesa (gubernatora), wiceprezesa, nie mniej niż trzech i nie więcej niż sześciu pozostałych członków (dyrektorów) oraz Stałego Sekretarza, Ministra Finansów lub innego urzędnika publicznego kontrolującego departament, którym kieruje Stały Sekretarz. Prezesa powołuje Gubernator Generalny na pięcioletnią kadencję po rekomendacji Ministra, który taką rekomendację wydaje po konsultacji z Gabinetem. Wiceprezes i pozostali członkowie powoływani są przez Ministra po konsultacji z prezesem – wiceprezes na okres nie dłuższy niż pięć lat, a pozostali członkowie na okres nie dłuższy niż trzy lata.